# SN 1997ak
SN 1997ak – supernowa typu Ia odkryta 5 marca 1997 roku w galaktyce A105653-0413. W momencie odkrycia miała maksymalną jasność 24,40m.